# Хон Гымджу Перпетуя
Хон Гымджу Перпетуя или Перпетуя Хон (кор. 홍금주 페르페투아; 1804, Сеул, Корея — 26 сентября 1839, Сеул, Корея) — святая Католической церкви, мученица (одна из 103 корейских мучеников).

## Биография
Перпетуя Хон Гымджу родилась в 1804 году в Сеуле. В возрасте пятнадцати лет вышла замуж за нехристианина, не прекратив исповедовать христианство. После смерти мужа покинула его дом вместе с сыном; вскоре после этого её сын умер.
Вместе с Филиппом Чо — владельцем дома, куда она переехала — Перпетуя начала изучать катехизис. Также она занималась благотворительностью.
Перпетуя заявляла, что хотела бы носить красную одежду, чтобы удостоиться мученичества. Она была арестована и подвергнута пыткам, а затем избита во время суда. В тюрьме Перпетуя тяжело заболела, но после выздоровления продолжала помогать другим заключённым.
26 сентября 1839 года неподалёку от Сеула, у Малых западных ворот, Перпетуя Хон была обезглавлена вместе с восемью другими католиками: Магдалиной Хо, Себастьяном Намом, Юлией Ким, Агатой Чон, Карлом Тё, Игнатием Кимом, Магдалиной Пак и Колумбой Ким.

## Прославление
Перпетуя Хон была беатифицирована 9 мая 1925 года папой Пием XI и канонизирована 6 мая 1984 года папой Иоанном Павлом II.
Дни памяти в Католической церкви — 20 сентября (общий день памяти 103 корейских мучеников) и 26 сентября (день смерти).